# جودیت کروگ
جودیت فینگرت کروگ (انگلیسی: Judith Krug – ۱۱ آوریل ۲۰۰۹ (۶۹ ساله)) کتابدار آمریکایی، حامی آزادی بیان و منتقد سانسور بود. کروگ در سال ۱۹۶۷ مدیر دفتر آزادی فکری در انجمن کتابخانه آمریکا شد. در سال ۱۹۶۹، او به عنوان مدیر اجرایی بنیاد آزادی خواندن پیوست. کروگ در سال ۱۹۸۲ از بنیان‌گذاران هفته کتاب‌های ممنوعه بود.
او هماهنگ‌کننده تلاش‌ها علیه قانون شایستگی ارتباطات ۱۹۹۶ بود که اولین تلاش کنگره ایالات متحده آمریکا برای اعمال نوعی سانسور بر گفتار در اینترنت به‌شمار می‌رفت. کروگ به‌شدت مخالف این دیدگاه بود که کتابخانه‌ها باید محتوای ارائه‌شده به مراجعه‌کنندگان را سانسور کنند. او از قوانین و سیاست‌هایی که از محرمانگی سوابق استفاده از کتابخانه‌ها محافظت می‌کردند، حمایت می‌نمود. هنگامی که وزارت دادگستری ایالات متحده آمریکا با استفاده از اختیارات قانون میهن‌پرستی به بررسی پایگاه‌های داده‌ای کتابخانه‌ها که قبلاً محرمانه بودند، پرداخت، کروگ به‌شدت علیه این اقدام دولت اعتراض کرد.
در سال ۲۰۰۳، او رهبری ابتکار چالش قانونی علیه قانون حمایت از کودکان در اینترنت را بر عهده داشت. تلاش‌های او منجر به پیروزی نسبی برای مخالفان سانسور شد؛ دیوان عالی ایالات متحده آمریکا حکم داد که این قانون قانونی است، اما نرم‌افزارهای فیلترکننده در رایانه‌های کتابخانه‌های عمومی می‌توانند بنا به درخواست سرپرست بزرگسال خاموش شوند. کروگ هشدار داد که فیلترهای مورد استفاده برای سانسور پورنوگرافی اینترنتی از دید کودکان، کامل نیستند و ممکن است اطلاعات آموزشی دربارهٔ موضوعات اجتماعی، جنسیت و بهداشت را مسدود کنند.

## زندگی و تحصیلات اولیه
کروگ با نام جودیت فینگرت در پیتسبرگ در ۱۵ مارس ۱۹۴۰ متولد شد. علاقه او به آزادی بیان از سنین پایین شکل گرفت. او به یاد می‌آورد که در سن ۱۲ سالگی، کتابی دربارهٔ آموزش مسائل جنسی را زیر پتو و با نور چراغ‌قوه مطالعه می‌کرد. مادرش او را در حال مطالعه یافت و از او پرسید که چه می‌کند. هنگامی که او کتاب را نشان داد، مادرش اجازه ادامه مطالعه را داد و به او گفت که چراغ اتاق را روشن کند تا به چشمانش آسیب نرسد.
کروگ در دانشگاه پیتسبرگ تحصیل کرد و در سال ۱۹۶۲ مدرک بی‌ای خود را دریافت کرد. او مدرک ام‌ای خود را در علوم کتابداری و اطلاع‌رسانی از دانشکده کتابداری دانشگاه شیکاگو دریافت کرد. پایان‌نامه کارشناسی ارشد او به مقایسه روش‌های نمایه‌سازی برای دسترسی به آثار ادبی اختصاص داشت. او در سال ۱۹۶۴ با هربرت کروگ ازدواج کرد و صاحب دو فرزند و پنج نوه شد.

## حرفه کتابداری

### مدیر دفتر آزادی فکری
کروگ حرفه کتابداری خود را در سال ۱۹۶۲ آغاز کرد و به عنوان کتابدار مرجع در کتابخانه جان کررار در شیکاگو مشغول به کار شد. در سال ۱۹۶۳، او به عنوان فهرست‌نویس در دانشکده دندانپزشکی دانشگاه نورث‌وسترن فعالیت کرد. او در سال ۱۹۶۵ تحلیل‌گر پژوهشی برای انجمن کتابخانه آمریکا شد و در سال ۱۹۶۷، با تأسیس دفتر آزادی فکری (OIF)، مدیر آن شد. کروگ نقش OIF را محافظت از حق افراد در ایالات متحده آمریکا برای دسترسی آزاد به اطلاعات، صرف‌نظر از مخالفت دیگران با محتوا، توصیف می‌کرد.
به‌عنوان مدیر دفتر آزادی فکری، کروگ انتشار یک خبرنامه را سازماندهی کرد که موارد سانسور در ایالات متحده را بازگو می‌کرد و راه‌هایی برای مقابله با این تلاش‌ها برای محدود کردن آزادی بیان پیشنهاد می‌داد. او بر انتشار دفترچه راهنمای آزادی فکری، خبرنامه آزادی فکری و رویدادهای هفته کتاب‌های ممنوعه نظارت داشت. کروگ همچنین به رهبری میزگرد آزادی فکری، کمیته اخلاق حرفه‌ای، بنیاد آزادی خواندن و کمیته آزادی فکری کمک کرد.
در سال ۱۹۶۹، کروگ به‌عنوان نخستین مدیر بنیاد آزادی خواندن منصوب شد که سازمانی خواهر برای دفتر آزادی فکری محسوب می‌شود.
بنیاد آزادی خواندن برای حمایت از متمم اول قانون اساسی ایالات متحده آمریکا و کمک به دفاع قانونی تأسیس شد. در مقام مدیر دفتر آزادی فکری، کروگ در سال ۱۹۸۲ هفته کتاب‌های ممنوعه را پایه‌گذاری کرد. او هماهنگی مخالفت با قانون شایستگی ارتباطات ۱۹۹۶ را بر عهده داشت که نخستین تلاش کنگره ایالات متحده آمریکا برای اعمال نوعی سانسور بر گفتار در اینترنت بود.

### مخالفت با سانسور در کتابخانه‌ها

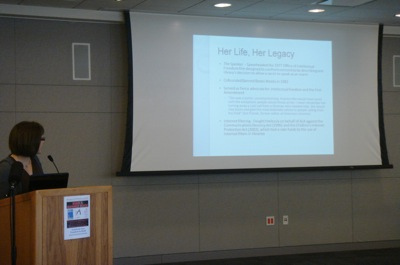
یادبود جودیت کروگ در انجمن دانشجویی دانشگاه ایالتی سن‌خوزه (۲۰۰۹)

کروگ به‌شدت با ایده سانسور مواد ارائه‌شده توسط کتابخانه‌ها مخالف بود. او از قوانین و سیاست‌هایی حمایت می‌کرد که محرمانگی سوابق استفاده از کتابخانه‌ها را حفظ می‌کردند.
هنگامی که وزارت دادگستری ایالات متحده آمریکا از اختیارات قانون میهن‌پرستی برای جست‌وجو در پایگاه‌های داده محرمانه کتابخانه‌ها استفاده کرد، کروگ به‌شدت علیه این اقدام دولت اعتراض کرد.
پس از حملات ۱۱ سپتامبر، هنگامی که یک کتابدار در فلوریدا به پلیس اطلاع داد که یکی از مهاجمان از کتابخانه عمومی دلری بیچ، فلوریدا استفاده کرده است—با وجود این‌که قانون فلوریدا محرمانگی اطلاعات کاربران کتابخانه‌ها را تضمین می‌کند—کروگ از این اقدام انتقاد کرد. او اظهار داشت که آرزو می‌کرد این کتابدار به قانون فلوریدا پایبند می‌ماند، اما همدلی خود را با این وضعیت ابراز کرد و گفت که اکثر افراد احتمالاً همین کار را انجام می‌دادند.
در سال ۲۰۰۳، کروگ رهبری چالش قانونی علیه قانون حفاظت از اینترنت کودکان را بر عهده گرفت. تلاش‌های او به پیروزی نسبی مخالفان این قانون منجر شد؛ دیوان عالی ایالات متحده آمریکا حکم داد که این قانون قانونی است، اما نرم‌افزارهای فیلترینگ اینترنت در رایانه‌های کتابخانه‌های عمومی باید در صورت درخواست قیم بزرگسال غیرفعال شوند.
او هشدار داد که فیلترهای مورد استفاده برای سانسور پورنوگرافی اینترنتی برای کودکان کامل نیستند و ممکن است اطلاعات آموزشی دربارهٔ مسائل اجتماعی، جنسیت و بهداشت را نیز مسدود کنند. کروگ بر لزوم آموزش اخلاق به کودکان به‌جای استفاده از فیلترهای اینترنتی برای مسدود کردن اطلاعات تأکید کرد.
در سال ۲۰۰۶، او به‌عنوان معاون انجمن فی بتا کاپا انتخاب شد.
کروگ به‌عنوان رئیس هیئت‌مدیره مرکز دموکراسی و فناوری، رئیس ائتلاف رسانه، نایب‌رئیس بنیاد آموزش اینترنت و عضو هیئت مشاوران GetNetWise خدمت کرد. او در سال ۲۰۰۶ عضو هیئت داوران جایزه نخستین متمم قانون اساسی PEN/Newman's Own بود که از افرادی که از حق آزادی بیان در نوشتار، طبق متمم اول قانون اساسی ایالات متحده آمریکا، دفاع می‌کنند تقدیر می‌کند.
کروگ همچنین عضو هیئت‌مدیره صندوق آزادی بیان، بخش ایلی‌نوی اتحادیه آزادی‌های مدنی آمریکا، کمیسیون درک عمومی از قانون کانون وکلای دادگستری آمریکا، و شورای مشورتی کمیسیون عدالت ایالت ایلی‌نوی بود.

## درگذشت و یادبود
پس از بیش از یک سال مبارزه با سرطان معده، کروگ در سن ۶۹ سالگی در ۱۱ آوریل ۲۰۰۹ در بیمارستان اوانستون واقع در اوانستون  درگذشت.
انجمن کتابخانه آمریکا صندوق یادبود جودیت اف. کروگ را تأسیس کرد تا اطمینان حاصل شود که هفته کتاب‌های ممنوعه پس از مرگ او همچنان فعال خواهد ماند. هشتمین ویرایش دفترچه راهنمای آزادی فکری که در سال ۲۰۱۰ توسط دفتر آزادی فکری انجمن کتابخانه آمریکا منتشر شد، به یاد کروگ اختصاص داده شد.